# Carlos da Silva Lacaz
Carlos da Silva Lacaz (Guaratinguetá, 19 de setembro de 1915 — São Paulo, 23 de abril de 2002) foi um médico, pesquisador e professor universitário brasileiro. 
Formado na Faculdade de Medicina da Universidade de São Paulo, foi posteriormente diretor desta instituição e destacou-se no estudo da medicina tropical. Escreveu em torno de 1200 artigos de divulgação científica e elevação cultural, a maioria publicada no jornal Folha de S.Paulo. Foi membro da Academia Nacional de Medicina.

## Biografia
Carlos da Silva Lacaz nasceu em Guaratinguetá, antiga cidade do vale do rio Paraíba, no estado de São Paulo. Filho do prof. Rogério da Silva Lacaz e de Judith Limongi Lacaz. Cursou o secundário no Ginásio Nogueira da Gama, de sua cidade natal, aonde foi aluno de seu pai Rogério.
Após completar os estudos primários e secundários na sua cidade natal mudou-se para a capital do estado, onde ingressou na Faculdade de Medicina da Universidade de São Paulo em 1934, vindo a diplomar-se em 1940. Na mesma instituição doutorou-se com distinção em 1945 e tornou-se professor catedrático de Microbiologia e Imunologia e professor titular do Departamento de Medicina Tropical e Dermatologia em 1953.
Em 1959, Lacaz criou o Instituto de Medicina Tropical de São Paulo, tendo sido seu diretor até sua aposentadoria em 1985. Foi Secretário de Higiene e Saúde da Prefeitura de São Paulo e membro de dezenas de Sociedades Científicas nacionais e estrangeiras. Foi presidente da Academia de Medicina de São Paulo; da Sociedade Brasileira de Medicina Tropical; Sociedade Brasileira de Alergia e Imunopatologia, Sociedade Brasileira de História da Medicina e o 3º Presidente da Sociedade Brasileira de Médicos Escritores.
Fundou em 1977 o Museu Histórico da Faculdade de Medicina da USP e foi seu diretor vitalício. Fundou em 1997 a Sociedade Brasileira de História da Medicina, tendo sido seu primeiro Presidente (1997-2001). Auxiliou na criação da Faculdade de Medicina de Sorocaba da PUC-SP; da Faculdade de Medicina de Jundiaí e da Faculdade de Medicina de Campinas, sendo, nas duas primeiras, Professor Titular do Departamento de Microbiologia e Imunologia.
Lacaz publicou cerca de 500 trabalhos científicos, cinquenta livros e 1500 artigos para o jornal Folha de S.Paulo, ressaltando os valores humanos, particularmente na área médica. Consagrado pesquisador, educador, tropicalista e historiador, um gigante da Medicina Brasileira, e também o consolidador do movimento médico humanista no país.

## Morte
Lacaz morreu em 23 de abril de 2002, aos 86 anos, na cidade de São Paulo.

## Homenagens
Professor Honoris Causa pela Universidade Federal do Ceará e Universidade Nacional do Nordeste (Resistencia, Argentina). 
Em 1997 o Museu Histórico da Faculdade de Medicina da USP recebeu o nome Museu Histórico Prof. Carlos da Silva Lacaz.
Em 2014 o município de Francisco Morato-SP o homenageou dando ao hospital local o nome de Hospital Estadual de Francisco Morato Prof. Carlos da Silva Lacaz.

## Obras
- Lacaz CS. Vultos da Medicina Brasileira. São Paulo, Pfizer, 1966, 3v.
- Lacaz CS. Temas de Medicina: Biografias, doenças e problemas sociais. São Paulo: Lemos Editorial, 1997.